# ОШ Милутин Смиљковић Винарце
ОШ „Милутин Смиљковић” у Винарцу, једна је од установа основног образовања на територији града Лесковца, основана 1910. године.
Школа је почела са радом још 1910. године у црквеном конаку у Доњем Стопању као четворогодишња школа под именом „Свети Сава”, Након извесног времена школа прераста у осмогодишњу и добија назив „Радомир Путник”, да би 1963. године добила садашњи назив. Реновирана је 2000. године и добила је садашњи изглед.
Настава се одвија у два одвојена објекта и то у матичној школи у Винарцу и истуреном одељењу школе у Прибоју. Матичну школу у Винарцу похађају ученици од 1. до 8. разреда из Винарца и Доњег Стопања као и ученици од 5. до 8. разреда из Прибоја и Залужња. Школу у Прибоју похађају ученици од 1. до 4. разреда из Прибоја и Залужња.
Школа располаже са 10 учионица, 2 специјализоване учионице, информатичким кабинетом, радионицом за наставу ТО, два терена за спорт (на отвореном), библиотеком опремљеном са више од 5000 књига и дечијих часописа, три мокра чвора, канцеларијама за директора, наставнике, педагога, секретара, шефа рачуноводства. 